# 電子束檢測
電子束檢測（Electrons Beam inspection，簡稱E-beam inspection、EBI），用於半導體元件的缺陷(defects)檢驗，以電性缺陷(Electrical defects)為主，形狀缺陷(Physical defects)次之。
相較於探針式(Probe)電性量測，電子束檢測具有兩個顯著優勢，能在製作電子元件的過程中，快速反應製程問題，(一)即時性。能夠線上(in line)檢測缺陷狀況。(二)預判性。無須製作電極(electrode pad)即可檢出。進一步說明，元件的良率及電性表現必須在整體元件製程完成後，才能以固定式探針設備量測得其結果，在分秒必爭的半導體產業，電子束檢測可以提前多道製程，既可知道元件缺陷狀況，這是一個顯著的時效優勢，使得此技術被廣泛的應用在電子產業上。

## 檢測原理
其檢測方式，是利用電子束掃描待測元件，得到二次電子成像的影像 ，根據影像的灰階值(Gray level)高低，以電腦視覺比對辨識，找出圖像中的異常點(abnormal)，視為電性缺陷，例如，在正電位模式下(Positive model)，亮點顯示待測元件為短路(short)或漏電(leakage)，暗點則為斷路(open)。
其工作原理是利用電子束直射待測元件，大量的電子瞬間累積於元件中，改變了元件的表面電位(surface potentail)，當表面電位大於0 (相對於元件的基板(substrate)電位)，稱為正電位模式
(Positive model)，反之，稱為負電位模式 (Negative model)。